# Blyk
Blyk — виртуальный оператор сотовой связи в Великобритании. 
Сеть Blyk была первой бесплатной сотовой сетью в Великобритании, финансируемой за счёт рекламы, и была ориентирована исключительно на абонентов возрастом от 16 до 24 лет. Пользователи, подключённые к сети, получали рекламные сообщения на свои мобильные телефоны, а взамен получали ежемесячные пособия в виде бонусных минут и SMS.

## История
Blyk была детищем двух финнов, Пекка Ала-Пиетила (Pekka Ala-Pietilä), бывшего президента Nokia и Антти Ёрлинга (Antti Öhrling), председателя Contra advertising group. Её штаб-квартира была в Хельсинки, но она также имела офисы в Лондоне. В октябре 2007 года, Шон Грегори был назначен генеральным директором в Великобритании, он подал в отставку 9 января 2009 по личным причинам. После отставки Грегори пост генерального директора в Великобритании занял Антти Ёрлинг.
Число абонентов мобильной связи Blyk достигло 200 тысяч за один год, что превысило планируемый показатель вдвое.
До февраля 2009 года сеть предлагала 43 бесплатных минуты и 217 бесплатных SMS, которые можно было использовать каждый месяц. Баланс обнулялся после 30 дней, неиспользованные бонусы не возвращались. Если пользователь потреблял за месяц больше минут или SMS, чем было предоставлено, он мог оплатить 15p за минуту и 10p за SMS, таким образом, бонус стоил £ 28.15.
В феврале 2009 года этот показатель был изменён на 24p за минуту и 8p за SMS. Таким образом, бонус должен был стоить £ 27.68 в месяц. Однако система была также изменена так, чтобы счета абонентов сбрасывались до £ 15,00 в месяц. Они могли быть потрачены на любые комбинации звонков, SMS, MMS и услуг передачи данных. По мнению некоторых экспертов, это было вызвано тем, что компания предпринимала сокращения в связи с кредитным кризисом.

## Прекращение работы в Великобритании
27 июля 2009 года Blyk объявила о прекращении услуг в Великобритании 26 августа 2009 года в связи с тем, что компания решила изменить способ ведения бизнеса во всем мире. Blyk решила стать партнёром для других операторов с целью донести преимущества мобильной рекламы для своих клиентов.
Таким образом, Blyk утверждает, что она сможет охватить большее число людей и распространить свой опыт не только в Великобритании, но и в всём мире.
По сведениям компании, они работают с Vodafone в Нидерландах, с Orange в Великобритании и с Aircel в Индии.
По мнению ресурса Content-review, пример Blyk показывает, что модель оператора бесплатных услуг, финансируемого за счёт рекламных поступлений, доказала свою нежизнеспособность. Ей не хватило размаха, которого ожидали рекламодатели.

## Перезапуск
В мае 2010 года Blyk начал свою работу в Нидерландах. Служба создается в партнерстве с Vodafone, и она дает целевую рекламу и контент для молодёжи (от 16 до 29 лет) и ежемесячно 1000 бесплатных звонков Blyk-to-Blyk и 1000 бесплатных sms на любого оператора. Рекламодателями перезапуска стали Beachmasters, Universal Pictures, McDonald's, Pearle и Electronic Arts.
В 2011 году Пекка Ала-Пиетила покинул компанию.